# تشيلسي موسم 2011–12
كان موسم 2011–12 هو الموسم التنافسي الـ98 لنادي تشيلسي، والموسم الثالث والعشرون على التوالي في الدوري الإنجليزي الممتاز (العشرون في الدوري الإنجليزي الممتاز)، والعام السادس بعد المائة في وجودهم كنادي كرة قدم. في حين كان المركز السادس الذي احتلوه في الدوري هو أدنى مركز محلي لهم منذ 2001–02، فقد أكملوا ثنائية الكأس بفوزهم بكأس الاتحاد الإنجليزي السابع ودوري أبطال أوروبا الأول.

## أطقم الموسم
الشركة الصانعة: أديداس
الشركة الراعية: سامسونج

| الطقم الأساسي | الأساسي مخت. | الأساسي 2012–13 | الطقم الثاني | الطقم الثالث |

|  | طقم الحارس 1 |  | طقم الحارس مخت. 1 | طقم الحارس مخت. 2 | طقم الحارس 2 | طقم الحارس 3 | طقم الحارس 2012–13 |